# البان باتلر
البان باتلر (انگلیسی: Alban Butler; ۱۳ اکتبر ۱۷۱۰ – ۱۵ مهٔ ۱۷۷۳) یک کشیش و شرح حال نویس اهل بریتانیا بود.